# José Policarpo
José da Cruz Policarpo (1936–2014) là một Hồng y người Bồ Đào Nha của Giáo hội Công giáo Rôma. Ông từng đảm nhận vai trò Hồng y Đẳng Linh mục Nhà thờ S. Antonio in Campo Marzio và Thượng phụ Tòa Thượng phụ Lisbon trong suốt 15 năm, từ năm 1998 đến khi hồi hưu năm 2013.
Với vai trò là lãnh đạo giáo hội địa phương, ông từng đảm trách nhiều vai trò tại Bồ Đào Nha trước khi trở thành Thượng phụ Lisbon như: Giám mục Phụ tá Tòa Thượng phụ Lisbon (1978–1997), Tổng giám mục Phó Tòa Thượng phụ Lisbon (1997–1998). Ngoài lãnh đạo các giáo phận, ông còn đóng vai trò quan trọng trong Hội đồng Giám mục quốc gia cũng như khu vực như: Phó Chủ tịch Liên Hội đồng Giám mục Âu Châu (1986–1990), Chủ tịch Hội đồng Giám mục Bồ Đào Nha (1999–2005; 2011–2013). Ông được vinh thăng Hồng y ngày 21 tháng 2 năm 2001, bởi Giáo hoàng Gioan Phaolô II.

## Tiểu sử
Hồng y José da Cruz Policarpo sinh ngày 26 tháng 2 năm 1936 tại Alvorninha, Bồ Đào Nha. Sau quá trình tu học dài hạn tại các cơ sở chủng viện theo quy định của Giáo luật, ngày 15 tháng 8 năm 1961, Phó tế Policarpo, 25 tuổi, tiến đến việc được truyền chức linh mục. Cử hành nghi thức truyền chức cho tân linh mục là Hồng y Manuel Gonçalves Cerejeira, Thượng phụ Tòa Thượng phụ Lisbon. Linh mục Policarpo đồng thời cũng là thành viên linh mục đoàn Tòa Thượng phụ Lisbon.
Sau 17 năm thi hành các công việc mục vụ với thẩm quyền và cương vị của một linh mục, ngày 26 tháng 5 năm 1978, Tòa Thánh loan tin Giáo hoàng đã quyết định tuyển chọn linh mục José da Cruz Policarpo, 42 tuổi, gia nhập Giám mục đoàn Công giáo Hoàn vũ, với vị trí được bổ nhiệm là iám mục Phụ tá Tòa Thượng phụ Lisbon, danh nghĩa Giám mục hiệu tòa Caliabria. Lễ tấn phong cho vị giám mục tân cử được tổ chức sau đó vào ngày 29 tháng 6 cùng năm, với phần nghi thức chính yếu được cử hành cách trọng thể bởi 3 giáo sĩ cấp cao, gồm chủ phong là Hồng y António Ribeiro, Thượng phụ Tòa Thượng phụ Lisbon; hai vị giáo sĩ còn lại, với vai trò phụ phong, gồm có giám mục João Alves, giám mục chính tòa Giáo phận Coimbra và giám mục Manuel Franco da Costa de Oliveira Falcão, giám mục phó Giáo phận Beja. Tân giám mục chọn cho mình khẩu hiệu: PER OBEDIENTIAM AD LIBERTATEM.
Sau gần 20 năm đảm nhiệm vai trò Giám mục Phụ tá Tòa Thượng phụ Lison kết thúc bằng quyết định bổ nhiệm từ Tòa Thánh, cụ thể Giám mục José da Cruz Policarpo đã được Tòa Thánh thăng Tổng giám mục, qua việc bổ nhiệm giám mục này làm Tổng giám mục Phó Tòa Thượng phụ Lisbon. Thông báo về việc bổ nhiệm này được công bố cách rộng rãi vào ngày 5 tháng 3 năm 1997. Ông nhanh chóng kế vị trở thành Thượng phụ Tòa Thượng phụ Lisboa sau đó vào ngày 24 tháng 3 năm 1998.
Bằng việc tổ chức công nghị Hồng y năm 2001 được cử hành ngày 21 tháng 2, Giáo hoàng Gioan Phaolô II vinh thăng Thượng phụ José da Cruz Policarpo tước vị danh dự, Hồng y. Tân Hồng y thuộc Đẳng Hồng y Linh mục và Nhà thờ Hiệu tòa được chỉ định là Nhà thờ S. Antonio in Campo Marzio. Sau đó, ông đã cử hành các nghi thức nhận nhà thờ hiệu tòa của mình vào ngày 27 tháng 5 cùng năm.
Ngoài lãnh đạo các giáo phận được bổ nhiệm, Thượng phụ Policarpo còn đóng vai trò quan trọng trong Hội đồng Giám mục quốc gia cũng như khu vực như: Phó Chủ tịch Liên Hội đồng Giám mục Âu Châu trong giai đoạn từ năm 1986 đến năm 1990 và chức vụ Chủ tịch Hội đồng Giám mục Bồ Đào Nha trong hai giai đoạn từ năm 1999 đến năm 2005 và từ ngày 3 tháng 5 năm 2011 đến ngày 15 tháng 8 năm 2013.
Ngày 18 tháng 3 năm 2013, Tòa Thánh chấp thuận đơn từ nhiệm của ông vì lý do tuổi tác, theo Giáo luật. Ông qua đời sau đó vào ngày 12 tháng 3 năm 2014, thọ 78 tuổi.